# Johann Heinrich Ludwig Meierotto

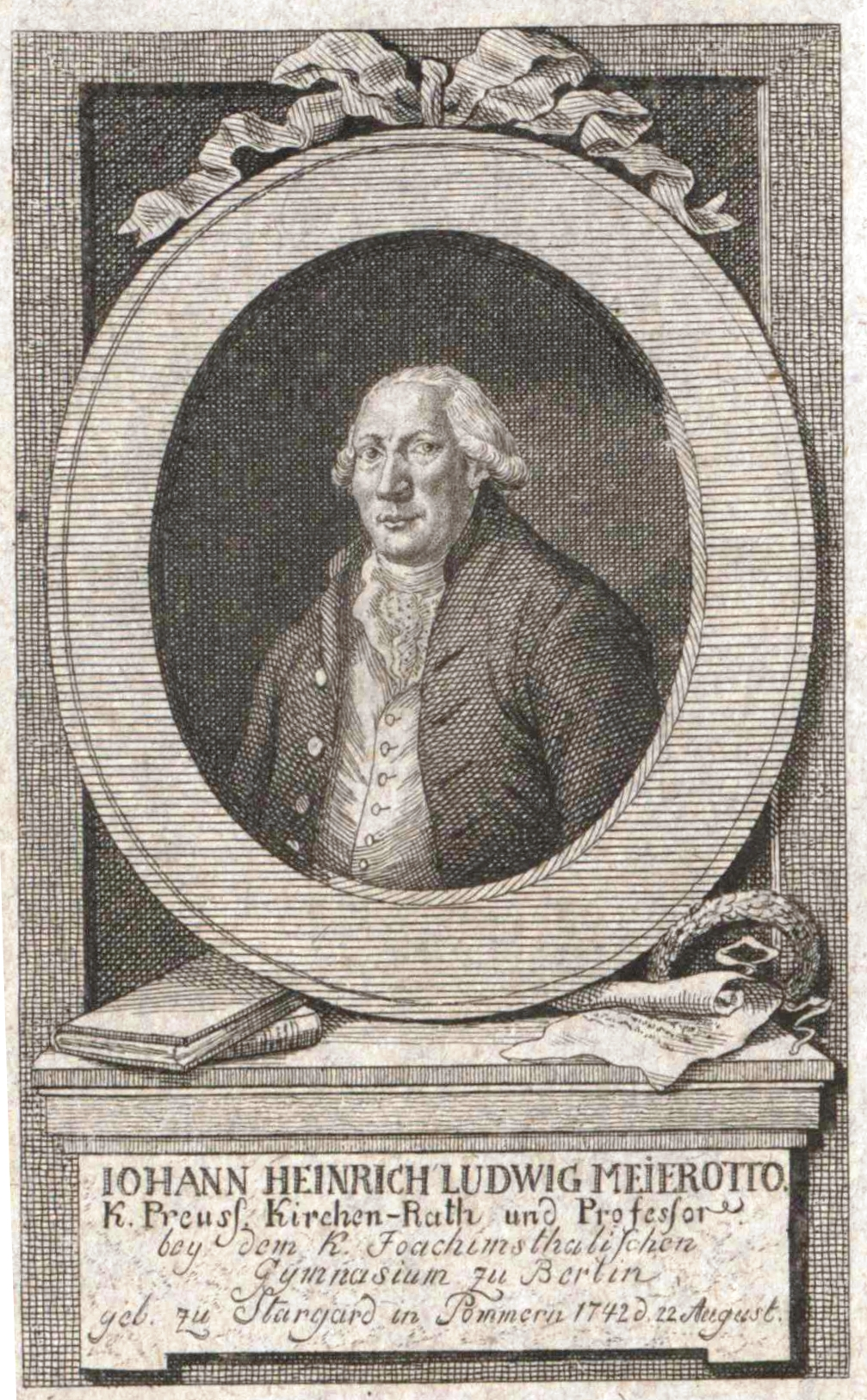
Johann Heinrich Ludwig Meierotto, Stich von Johann Conrad Krüger

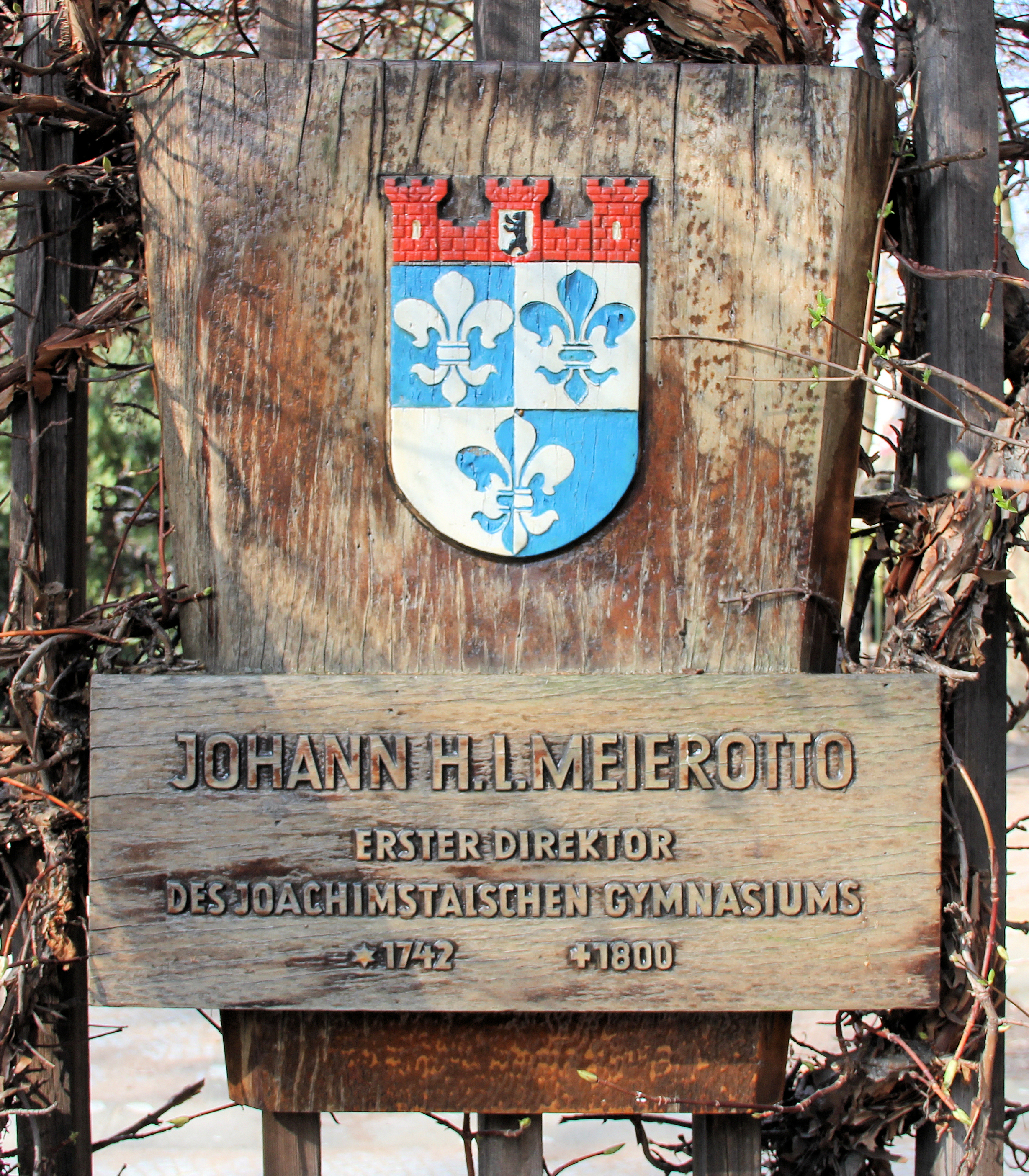
Gedenktafel, Bundesallee 12a, in Berlin-Wilmersdorf

Johann Heinrich Ludwig Meierotto (* 22. August 1742 in Stargard in Pommern; † 24. September 1800 in Berlin) war ein deutscher Geograph und Pädagoge.

## Leben
Johann Heinrich Ludwig Meierotto war ein Sohn des Rektors der Stargarder reformierten Schule. Von 1760 bis 1762 war er Schüler am Joachimsthalschen Gymnasium in Berlin, an dem bereits sein Großvater Heinrich Meierotto (1671–1717) tätig gewesen war. Es folgte ein Studium der Philologie und der Theologie an der Universität Frankfurt (Oder). Anschließend war er von 1765 bis 1771 Privatlehrer im Auftrag des Bankiers David Schickler. Ab 1771 wirkte Meierotto wieder am Joachimsthalschen Gymnasium, diesmal als Professor für Rhetorik, Latein und klassische Literatur. Ab 1775 war er Rektor des Gymnasiums.
Er setzte sich für Reformen im Schulwesen ein. So führte sein Engagement zur Einführung der Reifeprüfung in Preußen, unter Förderung durch den „Minister des geistlichen Departements“ (Kultusminister) Karl Abraham von Zedlitz.
Ab 1786 nahm er den Posten als Kirchen- und als Oberschulrat für das Schulwesen in Pommern und Preußen an. Im selben Jahr wurde er Mitglied der Akademie der Wissenschaften und der mechanischen Künste.
Sein Buch „Gedanken über die Entstehung der baltischen Länder“ erschien 1790 in Berlin.
Er veröffentlichte mehrere Beiträge zu den Fachgebieten der Philologie und der Pädagogik.
Meierotto starb im Jahre 1800 und wurde auf dem Friedhof der Berliner Parochialkirche beigesetzt.
Die Meierottostraße in Berlin-Wilmersdorf, die entlang des Joachimsthalschen Gymnasiums verläuft, erhielt bald nach Einweihung des Gebäudes seinen Namen.

## Schriften
- Über Sitten und Lebensart der Römer in verschiednen Zeiten der Republik. Berlin 1776
  - Erster Theil (Digitalisat)
  - Zweyter Theil (Digitalisat)
- Gedanken über die Entstehung der Baltischen Länder. Berlin 1790 (Digitalisat)
- Beitrag zur Geschichte Herrn Johann Carl Moehsen als Schriftstellers. Georg Decker, Berlin 1799. (Digitalisat)